# Ivan Klajn
Ivan Klajn (serbisch-kyrillisch Иван Клајн; * 31. Januar 1937 in Belgrad; † 31. März 2021 ebenda) war ein jugoslawischer bzw. serbischer Linguist und Übersetzer.

## Leben
Ivan Klajn war der Sohn der Musikwissenschaftlerin Stana Đurić-Klajn (1905–1986) und des Psychoanalytikers und Theaterregisseurs Hugo Klajn (1894–1981). Er studierte zunächst, wie sein Halbbruder Slobodan Ribnikar (1929–2008), Physikalische Chemie, brach dieses Studium aber nach kurzer Zeit ab. Er schloss ein Studium der Italienischen Sprache und Literatur an der Universität Belgrad ab, wo er 1970 promovierte.
Ab 1984 war er ordentlicher Professor für Italienische Sprache und vergleichende Grammatik der Romanischen Sprachen an der Universität Belgrad. 2002 ging er in den Ruhestand. Er übersetzte aus dem Italienischen und Englischen und verfasste ein italienisch-serbisches Wörterbuch. Daneben beschäftigte er sich auch mit der serbischen Sprache und Fragen der Sprachplanung. Ab 1974 verfasste er Kolumnen zu sprachlichen Problemen in der Zeitung Borba, später in der Politika und in der NIN.
Er wurde 2000 zum korrespondierenden und 2003 zum ordentlichen Mitglied der Serbischen Akademie der Wissenschaften und Künste gewählt. Er gehört zu den Unterzeichnern der 2017 veröffentlichten Deklaration zur gemeinsamen Sprache, die sich gegen eine nationalistisch motivierte Auftrennung der serbokroatischen Sprache in Einzelsprachen mit künstlich verstärkten Unterschieden wendet.
Ivan Klajn starb im Krankenhaus im Belgrader Stadtteil Zemun an den Folgen einer COVID-19-Erkrankung.

## Veröffentlichungen (Auswahl)
- Uticaji engleskog jezika u italijanskom (Einflüsse der englischen Sprache im Italienischen), 1971; italienische Ausgabe: Influssi inglesi nella lingua italiana, 1972
- Jezik oko nas (Die Sprache um uns), 1980
- Kako se kaže? Rečnik jezičkih nedoumica (Wie sagt man? Wörterbuch der sprachlichen Zweifelsfälle), 1981; spätere Auflagen u. d. T. Rečnik jezičkih nedoumica (Wörterbuch der sprachlichen Zweifelsfälle), 9. Aufl. 2008, ISBN 978-86-515-0212-8
- Rečnik novih reči (Wörterbuch der neuen Wörter), 1992, ISBN 86-363-0231-5
- Ispeci pa reci, 1998, 5. Aufl. 2010, ISBN 978-86-515-0562-4
- Tvorba reči u savremenom srpskom jeziku (Die Wortbildung in der heutigen serbischen Sprache), 2 Bände, 2003 und 2003, ISBN 86-17-09531-8 und ISBN 86-17-11094-5
- Italijansko-srpski rečnik (Italienisch-serbisches Wörterbuch), 4. Aufl. 2006, ISBN 978-86-19-02380-1
- Gramatika srpskog jezika za strance (Serbische Grammatik für Ausländer), 2006, ISBN 86-17-13092-X
- Transcription: can we make it work?, in: Bernhard Brehmer u. Biljana Golubović (Hrsg.), Serbische und kroatische Schriftlinguistik. Geschichte, Perspektiven und aktuelle Probleme, 2010, ISBN 978-3-8300-4307-2, S. 83–101
- (als Hrsg.): Kontrastivna proučavanja srpskog jezika : pravci i rezultati (Kontrastive Untersuchungen der serbischen Sprache), 2010, ISBN 978-86-7025-512-8
- Bušenje jezika, 2012, ISBN 978-86-515-0703-1
- (als Hrsg.): Srpski jezik i aktuelna pitanja jezičke politike (Die serbische Sprache und die aktuelle Frage der Sprachpolitik), 2014, ISBN 978-86-82873-48-8
- (als Hrsg.): Srpski jezik i aktuelna pitanja jezičke planiranja (Die serbische Sprache und die aktuelle Frage der Sprachplanung), 2016, ISBN 978-86-82873-52-5

## Auszeichnungen (Auswahl)
- Orden des Sterns der italienischen Solidarität, 2004